# 侯宜正
侯宜正（1482年—？年），字汝立，河南河南府洛陽縣人，明朝政治人物。

## 生平
治《易經》，由府學生中式正德二年（1507年）丁卯科河南鄉試第二十名舉人，正德三年（1508年）聯捷戊辰科會試第二百九十五名，第二甲第二十名進士。历官兵部员外郎，正德六年（1511年）五月充副使，册封周藩。出知东昌府，严正端重，有丰裁。始至任，擒豪滑数人寘于法，奸党屏迹。凡内使贡献所过，非礼虐求，宜正悉裁抑之，民赖以安。

## 家族
曾祖侯觀。祖侯佐，贈知州。父侯明，運司同知。前母胡氏，贈宜人；母杨氏，封宜人。慈侍下，兄宜中（義官）、弟宜平。